# Resolutie 632 Veiligheidsraad Verenigde Naties
Resolutie 632 van de Veiligheidsraad van de Verenigde Naties werd op 16 februari 1989 unaniem aangenomen. De Veiligheidsraad besloot dat resolutie 435 uit 1978 ongewijzigd moest worden uitgevoerd.

## Achtergrond
Het mandaat dat Zuid-Afrika over Zuidwest-Afrika had gekregen werd in de jaren zestig door de Verenigde Naties ingetrokken. Zuid-Afrika weigerde echter Namibië te verlaten. Het Zuid-Afrikaanse bestuur aldaar werd illegaal verklaard en Zuid-Afrika kreeg sancties opgelegd. Eind jaren zeventig leek de onafhankelijkheid van Namibië dan toch in zicht te komen en er werd gewerkt aan de organisatie van verkiezingen.

## Inhoud
De Veiligheidsraad:
- bevestigt de relevante resoluties; de resoluties 431, 435 en 629 in het bijzonder;
- bevestigt ook het VN-plan in resolutie 435 als enige internationaal aanvaarde vreedzame oplossing voor Namibië;
- bevestigt dat met de uitvoering van resolutie 435 op 1 april 1989 zal worden begonnen;
- heeft beraad over het rapport en de verklaring van secretaris-generaal Javier Pérez de Cuéllar;
- houdt rekening met de garanties die de lidstaten gaven aan de secretaris-generaal;
- bevestigt de verantwoordelijkheid van de VN voor Namibië tot de onafhankelijkheid;

1. keurt het rapport en de verklaring van de secretaris-generaal over de uitvoering van het VN-plan goed;
2. besluit om resolutie 435 in haar originele en definitieve vorm uit te voeren;
3. steunt en vraagt medewerking voor de uitvoering van het mandaat van de secretaris-generaal;
4. vraagt alle betrokkenen om hun verbintenissen in het VN-plan na te komen;
5. vraagt de secretaris-generaal om op de hoogte te blijven van de uitvoering van deze resolutie.

## Verwante resoluties
- Resolutie 601 Veiligheidsraad Verenigde Naties (1987)
- Resolutie 629 Veiligheidsraad Verenigde Naties
- Resolutie 640 Veiligheidsraad Verenigde Naties
- Resolutie 643 Veiligheidsraad Verenigde Naties

Lijst ·  627 ·  628 ·  629 ·  630 ·  631 ·  632 ·  633 ·  634 ·  635 ·  636 ·  637 ·  638 ·  639 ·  640 ·  641 ·  642 ·  643 ·  644 ·  645 ·  646